# المقاتل (فلم 1917)
المقاتل المسلح ، على الملصقات المقاتل المسلح ، هو فيلم غربي صامت أمريكي عام 1917 من إخراج وبطولة ويليام إس. هارت في دور زعيم مجموعة من الخارجين عن القانون في أريزونا، وشارك في بطولته مارجري ويلسون وروي لايدلاو.   

## الطاقم
- ويليام إس. هارت في دور كليف هدسبيث
- مارجري ويلسون في دور نورما رايت
- روي لايدلاو في دور السلفادور
- جوزيف جيه داولينج في دور "إس هاي" لاركينز (المذكور باسم جيه جيه داولينج)
- ميلتون روس في دور "كاكتوس" فولر
- جيه بي لوكني في دور العقيد إليس لوتون
- جورجي ستون في دور جورجي ستون

## روابط خارجية
- The Gunfighter  في قاعدة بيانات الأفلام على الإنترنت (بالإنجليزية)
- [http://allmovie.com/movie/v94054 Synopsis

] على موقع أول موفي.
- The Gunfighter (1917): A Silent Film Review at moviessilently.com